# Liste des puits de mine les plus profonds du bassin minier du Nord-Pas-de-Calais
Cet article recense les puits de mine les plus profonds du bassin minier du Nord-Pas-de-Calais. Alors que certains puits ont directement été creusés à leur profondeur maximale pour atteindre un gisement profond, d'autres ont été approfondis au fil des décennies pour exploiter de nouvelles veines.

## Liste des puits
| Nom du puits          | Fosse                      | Compagnie                          | Groupe                     | Profondeur (en mètres) | Fonçage (approfondissement) | Remblayage | Commune            | Géolocalisation             | Illustration                                                                            |
| --------------------- | -------------------------- | ---------------------------------- | -------------------------- | ---------------------- | --------------------------- | ---------- | ------------------ | --------------------------- | --------------------------------------------------------------------------------------- |
| Puits no 1            | Fosse no 1 - 1 bis         | La Clarence                        | Auchel                     | 1186                   | 1896                        | 1955       | Divion             | 50° 28′ 30″ N, 2° 29′ 04″ E | Le chevalement du puits n° 1 dans les années 1900.                                      |
| Puits no 1 bis        | Fosse no 1 - 1 bis         | Vimy-Fresnoy                       | /                          | 1119                   | 1912                        | 2002,      | Vimy               | 50° 22′ 52″ N, 2° 48′ 16″ E | Les chevalements de fonçage de la fosse n° 1 - 1 bis.                                   |
| Puits no 7            | Fosse no 7 - 7 bis         | Liévin                             | Liévin, puis Lens-Liévin   | 1105                   | 1920                        | 1986       | Avion              | 50° 24′ 08″ N, 2° 48′ 54″ E | Le chevalement du puits n° 7 est visible au premier plan.                               |
| Puits no 6            | Fosse no 6 - 6 bis - 6 ter | Bruay                              | Bruay, puis Auchel-Bruay   | 1076                   | 1909 (approfondi)           | 1982       | Haillicourt        | 50° 27′ 53″ N, 2° 34′ 00″ E | Le chevalement du puits n° 6 est le seul à être monté.                                  |
| Puits no 1 bis        | Fosse no 1 - 1 bis         | La Clarence                        | Auchel                     | 1069                   | 1896                        | 1955       | Divion             | 50° 28′ 32″ N, 2° 29′ 02″ E | Le chevalement de fonçage du puits n° 1 bis dans les années 1900.                       |
| Puits no 7            | Fosse no 7 - 7 bis         | Bruay                              | Bruay, puis Auchel-Bruay   | 1059                   | 1919 (approfondi)           | 1980       | Houdain            | 50° 27′ 43″ N, 2° 33′ 03″ E | Le chevalement du puits n° 7.                                                           |
| Puits no 6 ter        | Fosse no 6 - 6 bis - 6 ter | Bruay                              | Bruay, puis Auchel-Bruay   | 1050                   | 1915 (approfondi)           | 1982       | Haillicourt        | 50° 27′ 54″ N, 2° 34′ 02″ E | Le chevalement du puits n° 6 ter est à droite.                                          |
| Puits no 6 bis        | Fosse no 6 - 6 bis - 6 ter | Bruay                              | Bruay, puis Auchel-Bruay   | 1040                   | 1909 (approfondi)           | 1982       | Haillicourt        | 50° 27′ 52″ N, 2° 33′ 58″ E | Le chevalement du puits n° 6 bis est à droite.                                          |
| Puits no 1 bis        | Fosse no 1 - 1 bis         | Gouy-Servins et Fresnicourt Réunis | /                          | 1033                   | 1910 ou 1911                | 1933       | Bouvigny-Boyeffles | 50° 24′ 57″ N, 2° 41′ 16″ E | Le chevalement du puits n° 1 bis.                                                       |
| Puits no 1            | Fosse no 1 - 1 bis         | Gouy-Servins et Fresnicourt Réunis | /                          | 1028                   | 1910,                       | 1933       | Bouvigny-Boyeffles | 50° 24′ 57″ N, 2° 41′ 13″ E | Le chevalement de fonçage du puits n° 1.                                                |
| Puits no 5            | Fosse no 4 - 5             | Drocourt                           | Hénin-Liétard, puis Centre | 1012                   | 1909                        | 1988       | Méricourt          | 50° 24′ 10″ N, 2° 52′ 32″ E | La fosse n° 4 - 5.                                                                      |
| Puits no 4            | Fosse no 4 - 5             | Drocourt                           | Hénin-Liétard, puis Centre | 995                    | 1909                        | 1988       | Méricourt          | 50° 24′ 11″ N, 2° 52′ 31″ E | La fosse n° 4 - 5.                                                                      |
| Puits no 2            | Fosse no 2                 | Drocourt                           | Hénin-Liétard, puis Centre | 984                    | 1891                        | 1979       | Rouvroy            | 50° 24′ 26″ N, 2° 54′ 43″ E | La fosse n° 2.                                                                          |
| Puits no 2,           | Fosse Dutemple             | Anzin                              | Valenciennes               | 931                    | 1764                        | 1949       | Valenciennes       | 50° 21′ 41″ N, 3° 28′ 49″ E | La fosse Dutemple.                                                                      |
| Puits no 7 bis        | Fosse no 7 - 7 bis         | Liévin                             | Liévin, puis Lens-Liévin   | 928                    | 1920                        | 1986       | Avion              | 50° 24′ 06″ N, 2° 48′ 53″ E | Le chevalement du puits n° 7 bis est en arrière-plan.                                   |
| Puits no 1            | Fosse no 1                 | Drocourt                           | Hénin-Liétard              | 899                    | 1879 ou 1880                | 1952       | Hénin-Beaumont     | 50° 24′ 10″ N, 2° 56′ 12″ E | La fosse n° 1.                                                                          |
| Puits no 3            | Fosse no 3                 | Drocourt                           | Hénin-Liétard              | 873                    | 1895                        | 1958       | Hénin-Beaumont     | 50° 24′ 24″ N, 2° 55′ 49″ E | La fosse n° 3.                                                                          |
| Puits no 2            | Fosse no 2                 | La Clarence                        | Auchel                     | 871                    | 1916                        | 1955       | Calonne-Ricouart   | 50° 29′ 06″ N, 2° 28′ 23″ E | La fosse n° 2 des mines de La Clarence.                                                 |
| Puits no 7 bis        | Fosse no 7 - 7 bis         | Bruay                              | Bruay, puis Auchel-Bruay   | 869                    | 1907 (approfondi)           | 1973       | Houdain            | 50° 27′ 46″ N, 2° 33′ 01″ E | Les installations du puits d'aérage n° 7 bis, jouxtant les installations du puits n° 7. |
| Puits Gayant no 1     | Fosse Gayant               | Aniche                             | Douai                      | 853                    | 1852                        | 1978       | Waziers            | 50° 22′ 52″ N, 3° 06′ 12″ E | Les puits de la fosse Gayant en 1926.                                                   |
| Puits Notre-Dame no 2 | Fosse Notre-Dame           | Aniche                             | Douai                      | 834                    | 1905 ou 1907                | 1978       | Waziers            | 50° 22′ 25″ N, 3° 06′ 39″ E | Le chevalement du puits Notre-Dame n° 2.                                                |
| Puits Dechy no 2      | Fosse Dechy                | Aniche                             | Douai                      | 819                    | 1898                        | 1978       | Dechy              | 50° 21′ 31″ N, 3° 07′ 36″ E | La fosse Dechy.                                                                         |
| Puits no 7            | Fosse no 6 - 7             | Drocourt                           | Hénin-Liétard, puis Centre | 772                    | 1930                        | 1968       | Hénin-Beaumont     | 50° 24′ 00″ N, 2° 58′ 19″ E |                                                                                         |
| 1. 2. 3. 4.           |                            |                                    |                            |                        |                             |            |                    |                             |                                                                                         |